# Zuma Rock

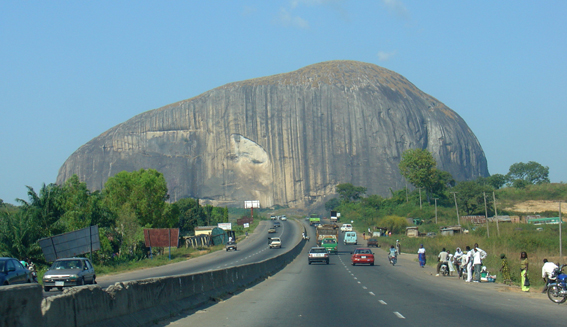
La Zuma Rock vista dall'autostrada A2 della Nigeria.

Zuma Rock è un grandissimo monolite della Nigeria, situato circa 55 Km a ovest-nordovest della capitale Abuja.

## Caratteristiche
Composto principalmente di gabbro e granodioriti, si eleva per 300 metri sull'area circostante e culmina a 700 metri di altitudine. Ha una circonferenza di circa 3,1 Km.
Al pari di Aso Rock, un monolito alto ca. 400 m nei pressi di Abuja, Zuma Rock fa parte del plateau di Jos ed è un affioramento roccioso di formazione relativamente recente (160 milioni di anni), creatosi da un'altra formazione effusiva più antica ed ottenendo così le sue caratteristiche monolitiche. Le numerose striature verticali sono dovute allo scorrimento di rivoli di acqua piovana. Chi ha buon occhio riesce a intravedere sulla roccia la forma di una balena: si possono notare le pinne, la coda e la testa. 
La Zuma Rock è un'icona turistica della regione di Abuja e di tutta la Nigeria. È chiamata anche «la porta di Abuja», in quanto situata vicino al confine tra il Territorio della capitale federale della Nigeria e lo stato del Niger a nord-ovest.
La Zuma Rock è rappresentata sulle banconote da 100 naira.